# Feldflieger-Abteilung 3
Feldflieger-Abteilung Nr. 3 – FFA 3 jednostka obserwacyjna i rozpoznawcza lotnictwa niemieckiego Luftstreitkräfte z początkowego okresu I wojny światowej.

## Informacje ogólne
W momencie wybuchu I wojny światowej z dniem 1 sierpnia 1914 roku jako jednostka pomocnicza 2 Armii Cesarstwa Niemieckiego została przydzielono do większej jednostki 1 Kompanii Batalionu Lotniczego Nr.4 (Metz).
Pierwszym dowódcą jednostki został kapitan Genée. W początkowym okresie działalności jednostka była przydzielona do XV Korpusu 7 Armii i stacjonowała na lotnisku w twierdzy Strasburgu.
Poz zajęciu Belgii przez wojska Cesarstwa Niemieckiego jednostka została przeniesiona do Cou-cou w 1915 roku oraz do Menin w 1916.
11 stycznia 1917 roku jednostka została przeformowana i zmieniona we Fliegerabteilung 3 Lb (FA 3 Lb [Lichtbild]).
W jednostce służyli m.in. Hans Roser, Ernst Hess, Eberhard von Holtz, Robert von Greim, Hans Kirschstein.

## Dowódcy Eskadry
| Stopień | Nazwisko           | Okres                       |
| ------- | ------------------ | --------------------------- |
| Kapitan | Genée              | 01.08.1914 – początek 1916  |
|         | Philipp Dingeldein | początek 1916 – wiosna 1916 |
| Kapitan | Wolff              | wiosna 1916 – styczeń 1918  |